# Museo Sitio de Memoria ESMA
El Museo Sitio de Memoria ESMA es un museo de sitio emplazado en la Ciudad Autónoma de Buenos Aires, en el predio denominado Espacio para la Memoria y para la Promoción y Defensa de los Derechos Humanos, en donde anteriormente funcionó la Escuela de Mecánica de la Armada, lugar que durante la última dictadura cívico-militar fue uno de los centros clandestinos de detención, tortura y exterminio más grandes que hubo en Argentina. Fue declarado Patrimonio de la Humanidad por la UNESCO.
El museo funciona en el edificio del ex Casino de Oficiales que hoy es evidencia del terrorismo de Estado, prueba material en el proceso de Justicia por los crímenes lesa humanidad allí cometidos y Museo de Sitio. Alberga una puesta museográfica sobre la base de testimonios de las víctimas y documentos históricos de la CONADEP, el Juicio a las Juntas y documentación desclasificada por las agencias del Estado para los juicios ESMA actuales, entre otros archivos.

## Creación del Museo Sitio de Memoria ESMA
Fue inaugurado el 19 de mayo de 2015 por decreto 1133 de la entonces presidenta Cristina Fernández de Kirchner. Los contenidos y la instalación museográfica son el resultado de contribuciones, reflexiones y comentarios incorporados luego de múltiples encuentros con diversos actores convocados por la Secretaria de Derechos Humanos de Nación y el Directorio del Espacio para la Memoria. La ronda de consensos incluyó a sobrevivientes, organismos de derechos humanos y académicos especialistas en el campo de memoria, entre muchos otros. El equipo de trabajo estuvo conformado por museólogos, arquitectos, historiadores, periodistas y diseñadores. La curaduría estuvo a cargo de Hernán Bisman y Alejandra Naftal, quien es museóloga, sobreviviente del CCD Vesubio y ex directora del Museo Sitio de Memoria ESMA.
El edificio del ex Casino de Oficiales es prueba judicial desde 1998. Por este motivo la propuesta museográfica no modificó la estructura edilicia ni su estado general. Todas las instalaciones están apoyadas, de manera tal que pueden retirarse y el edificio queda vacío, tal cual fue entregado por la Armada en el 2004.
La información que permitió reconstruir su funcionamiento como centro clandestino se basó, fundamentalmente, en los testimonios de los sobrevivientes brindados en los distintos juicios que se desarrollan en el país desde el Juicio a las Juntas hasta el presente. Las Fuerzas Armadas nunca suministraron información sobre qué sucedió con cada uno de los detenidos-desaparecidos.

## Estructura de la muestra
La puesta museográfica cuenta con intervenciones tradicionales a través de paneles de vidrio transparentes que recorren de modo sucesivo y con información progresiva los tres pisos del ex centro clandestino, el sótano y los altillos. Las Salas son Hall de Entrada, Contexto Histórico, De escuela a Centro clandestino, Capucha, Capuchita, Pañol, Pecera, La Casa del Almirante, Los Jorges, Sótano, Traslados, Salón Dorado. Cada Sala cuenta con un texto que sintetiza la información más importante sobre cada lugar, pequeños tramos de testimonios en primera persona de sobrevivientes, documentación y reproducciones de objetos de detenidos-desaparecidos: los originales aún están en poder de la Justicia o entre los acervos familiares y personales. Entre estas reproducciones de objetos se encuentran la carta que Patricia Marcuzzo escribió a su madre luego de dar a luz en el centro clandestino y antes de ser separada definitivamente de su bebé. La escritura de la carta era un método habitual que los represores ejercían sobre las mujeres embarazadas con la falsa promesa de que los niños serían entregados a sus familias. Se trata de un documento excepcional porque es la única carta que efectivamente llegó a destino con el niño. Otro de los objetos reproducidos son los grilletes usados por una prisionera durante su cautiverio. Ella sobrevivió a la ESMA y cuando fue liberada logró entregar los grilletes a otro prisionero que consiguió sacarlos de la ESMA. 
La muestra también cuenta con una reproducción de parte del Informe Basterra. Víctor Basterra es un sobreviviente que logró sacar del CCD de la ESMA algunos negativos de las fotografías que los marinos tomaban a los detenidos-desaparecidos. En mayo de 1984, Basterra presentó los documentos audiovisuales con las fotos de sus compañeros y de varios represores ante la CONADEP. 
La puesta museográfica cuenta además con intervenciones contemporáneas que apelan a las sensaciones, emociones, vivencias, experiencias que impulsan la curiosidad, la elaboración e interpretación de los hechos y de su carga simbólica.